# Need for Speed III: Hot Pursuit
Need for Speed III: Hot Pursuit (în Japonia denumit Over Drivin' III: Hot Pursuit) este un joc video de curse lansat în 1998, creat de EA Canada și publicat de Electronic Arts. Este al treilea titlu din seria Need for Speed.
În Need For Speed III: Hot Pursuit a fost implementat modul de joc cu poliția, acesta fiind și cel mai important lucru din acest joc. NFS III a profitat de capabilitățile multimedia ale unității CD-ROM și a introdus un comentariu audio și videoclipuri. 

## Gameplay

Versiunea PC a jocului Need for Speed III Hot Pursuit.

Need for Speed III: Hot Pursuit a adăugat modul Hot Pursuit în care jucătorul poate să fugă de poliție sau să devină chiar el polițistul și să aresteze șoferii care depăṣesc viteza. Aceste două moduri de joc îl diferențiază de predecesorii săi The Need for Speed și Need for Speed II. 

## Comunitate
Comunitatea Need For Speed a creat add-on-uri prin care se pot modifica mașinile și pistele de joc. Acest joc este și primul din serie care a permis descărcarea de mașini adiționale de pe site-ul oficial. Ca rezultat, numărul de comunităṭi de modding a crescut semnificativ.

## Critica
Jocul a primit recenzii foarte bune, acestea bazându-se pe modurile de joc dar și pentru grafică.